# Перегрупування Амадорі
Перегрупування Амадорі (англ. Amadori rearrangement) — каталізоване кислотами (зазвичай слабкими) перетворення N-глікозидів альдоз у 1-аміно-1-дезоксикетози.
Його механізм може бути записаним так:
Перегрупування Амадорі також є другою стадією реакції Майяра між альдозами і амінокислотами, яка веде до утворення темнозабарвлених продуктів (меланоїдів) при приготуванні їжі.